# لوئیجی اسگاربوتزا
لوئیجی اسگاربوتزا (ایتالیایی: Luigi Sgarbozza؛ زادهٔ ۲۱ ژوئن ۱۹۴۴ ‏(۸۰ سال)) دوچرخه‌سوار اهل ایتالیا است.